# Kenji Miyazaki
Kenji Miyazaki (født 24. juni 1977) er en tidligere japansk fodboldspiller.
Han har spillet for flere forskellige klubber i sin karriere, herunder Kyoto Purple Sanga.